# Boros Frigyes
Zelenei Boros Frigyes (Arad, 1825. január 16. – Szeged, 1892. február 17.) vízépítő mérnök. A Szeged környéki Tisza-szabályozás 9 átmetszésének végrehajtója.

## Életpályája
Tanulmányait a bécsi műegyetemen és a pesti Mérnöki Intézetben végezte; 1844-ben szerzett oklevelet. 1848-tól a Tisza-felmérésnél dolgozott. 1851-ben az ecsedi láp lecsapolásának tervezetét is elkészítette. 1857-től a csongrádi Tisza-szabályozási osztály vezetője volt. 1867-ben pedig egy Duna-Tisza-csatorna tervét dolgozta ki a Közmunka- és Közlekedési Minisztérium megbízásából. 1868-ban kidolgozta a budapest-csongrádi és a budapest-szegedi csatornák tervét. 1874-től országos középítési felügyelőként dolgozott. 1874–1881 között a Tisza körüli munkálatoknál dolgozott. 1879-ben a teljhatalmú védelmi bizottság műszaki irányítója volt. 1881-ben osztálytanácsossá nevezték ki. 1882-ben nyugdíjba vonult.
Bodoki Károllyal és Klasz Mártonnal közös munkája a Felső-Tisza-Érvölgy-Hármas-Körös-csatorna terve (1863).

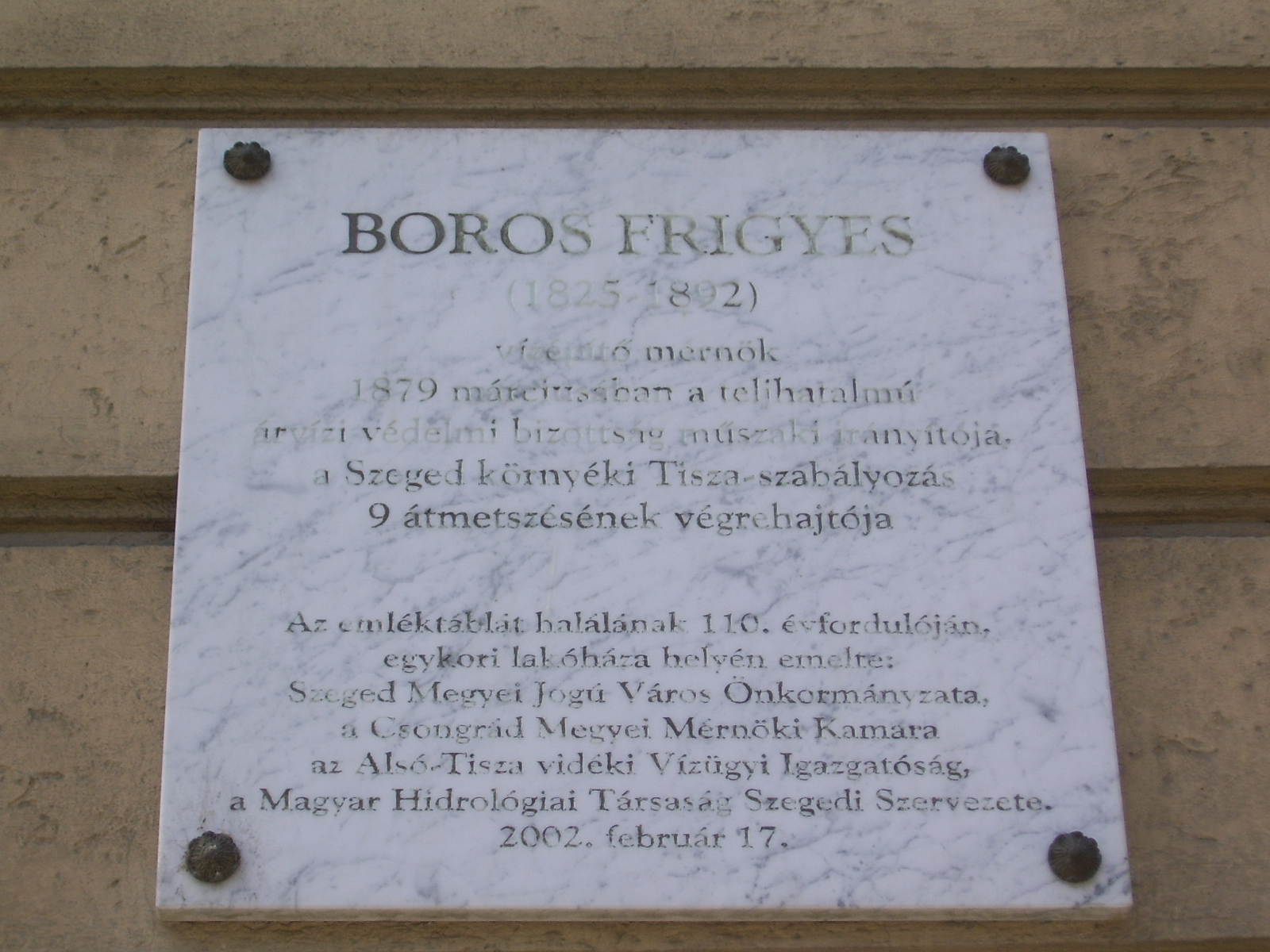
A szegedi Tóth-palota homlokzatán Boros Frigyes tiszteletére elhelyezett emléktábla

Ennek a háznak helyén volt régen egy emberi hajlék, mérnöki ember, (igaz hős, védte a várost a vésztől) - aki lakta; ki a bősz szőke tiszát kilenc helyt metszte. Arad! fiadat lásd, áldja Szegednek népe!